# Edmond Orban de Xivry
Edmond Guillaume Antoine Orban de Xivry (La Roche-en-Ardenne, 15 november 1857 - Elsene, 16 mei 1928) was een Belgisch senator.

## Levensloop
Edmond Orban was een zoon van Henri Orban (1821-1890), die in 1871 vergunning kreeg om 'de Xivry' aan zijn familienaam toe te voegen en in 1886 in de Belgische erfelijke adel werd opgenomen. Zijn moeder was Amanda Gerson (1835-1858). Hij trouwde in 1884 met Gabrielle Parmentier (1864-1919) en ze hadden twee zoons en twee dochters. Zoon Pierre Orban (1893-1972) was een held van de Eerste Wereldoorlog.
Hij promoveerde tot doctor in de rechten en vestigde zich als advocaat. In 1903 kocht hij het kasteel van Rendeux-Haut.
Hij werd in 1918 katholiek senator voor het arrondissement Brussel ter opvolging van Edmond Mesens, die overleed tijdens de Eerste Wereldoorlog. Hij bleef in functie tot in november 1919.
Hij was ook viceconsul van Monaco.